# International Basketball
International Basketball è un videogioco di pallacanestro pubblicato nel 1984 per Commodore 64 dalla Commodore.
È il seguito del successo calcistico International Soccer, con il quale condivide in parte l'impostazione grafica, ed ebbe a sua volta come successore International Tennis.

## Modalità di gioco
Il gioco permette di affrontare partite singole, tra due giocatori in competizione oppure contro il computer a 9 possibili livelli di difficoltà.
Si può selezionare il colore della divisa delle due squadre e scegliere se applicare il regolamento NBA, NCAA o internazionale.
Le partite hanno durata fissa, divisa in due o quattro tempi a seconda delle regole.
Come in International Soccer la visuale sul campo è laterale e rialzata, come se si vedesse dalla tribuna, e ne viene mostrato circa un terzo alla volta; l'inquadratura segue la palla, con scorrimento orizzontale.
In campo sono presenti tre cestisti per squadra. Il cestista controllato dal giocatore viene selezionato in automatico, ed è quello che ha la palla o generalmente il più vicino quando la palla è in mano agli avversari, ma c'è anche la possibilità di cambiarlo volontariamente tenendo premuto il pulsante di fuoco.
Il cestista che ha la palla corre più lentamente, può passare e tirare a distanze variabili in base alla pressione del pulsante; durante il salto per il tiro può anche girare su sé stesso in volo per orientare meglio il lancio.
In difesa si può saltare per bloccare o rubare palla al volo mentre l'avversario lancia. Quando l'avversario palleggia o trattiene la palla basta invece avvicinarglisi nel modo giusto per rubarla, ma senza andargli troppo addosso, altrimenti si può commettere fallo, con assegnazione di tiri liberi all'altra squadra.
A seconda delle regole, anche il tempo di possesso palla consecutivo viene mostrato sui tabelloni dietro gli spettatori e può causare una violazione se si superano certi limiti.
Al termine della partita, a meno di un pareggio, un'animazione mostra la premiazione della squadra vincitrice, con la consegna di un trofeo da parte di una elegante ragazza a uno dei cestisti, che lo solleva in trionfo.

## Altre versioni
Prima dell'uscita ufficiale del gioco circolarono per mesi copie pirata di versioni di preproduzione più scadenti. È diffusa in particolare una versione nota solo come Basketball, spesso confusa con il vero International Basketball, ma riconoscibile per dettagli grafici, come il campo verde e l'assenza di cestisti neri, e anche mancanze nel gameplay, come l'assenza di regolamento selezionabile.